# Liubahî, Volodîmîreț
Liubahî (în ucraineană Любахи) este localitatea de reședință a comunei Liubahî din raionul Volodîmîreț, regiunea Rivne, Ucraina.

## Demografie
Componența lingvistică a localității Liubahî
     Ucraineană (97,94%)
     Rusă (1,43%)
     Alte limbi (0,48%)
Conform recensământului din 2001, majoritatea populației localității Liubahî era vorbitoare de ucraineană (97,94%), existând în minoritate și vorbitori de rusă (1,43%).